# Fernando Pandolfi
Fernando Daniel Pandolfi (Buenos Aires, 29 maggio 1974) è un ex calciatore argentino, di ruolo attaccante.

## Palmarès

### Competizioni nazionali
- Campionato argentino: 3

Vélez Sársfield: Apertura 1995, Clausura 1996
Boca Juniors: Apertura 2000

### Competizioni internazionali
- Coppa Libertadores: 2

Vélez Sársfield: 1994
Boca Juniors: 2001
- Coppa Intercontinentale: 2

Vélez Sársfield: 1994
Boca Juniors: 2000
- Coppa Interamericana: 1

Vélez Sarsfield: 1994
- Supercoppa Sudamericana: 1

Vélez Sársfield: 1996
- Recopa Sudamericana: 1

Vélez Sársfield: 1997